# 沃德年
沃德年（克罗地亚语：Vodnjan；意大利语：Dignano）是克羅地亞的城鎮，位於該國西部，位于伊斯特拉最大城市普拉以北10公里，由伊斯特拉縣負責管轄，面積100平方公里，海拔高度135米，主要經濟活動有農業、畜牧業和旅遊業，2001年人口5,651。

## 外部連結
- Vodnjan official site